# Crogiolo

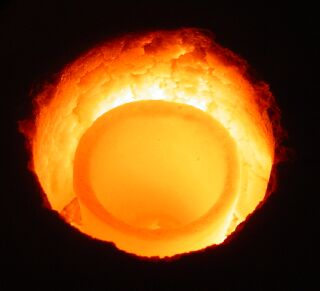
Oro fuso all'interno di un crogiolo

Il crogiòlo (letter. crogiuòlo, der. di crogiolare, dal fr. croiseul, nome di una specie di lampada) è un contenitore di forma ovale, cilindrica o tronco conica, di materiale refrattario (calce, porcellana, mattone, ecc) o di metallo (platino, ghisa, tungsteno, piombo, ecc) o comunque resistente alle alte temperature, utilizzato per fondere o calcinare metalli, vetri e altri materiali, nonché per analisi di laboratorio di composti chimici.

Ci sono vari tipi di crogioli, tra cui il crogiòlo di Gooch, usato per filtrare precipitati, il crogiòlo di Rose, usato per ridurre a caldo ossidi metallici, il crogiòlo di Much, che serve per determinare le sostanze volatili in un combustibile solido (lignite, litantrace, ecc.), e vari altri tipi.

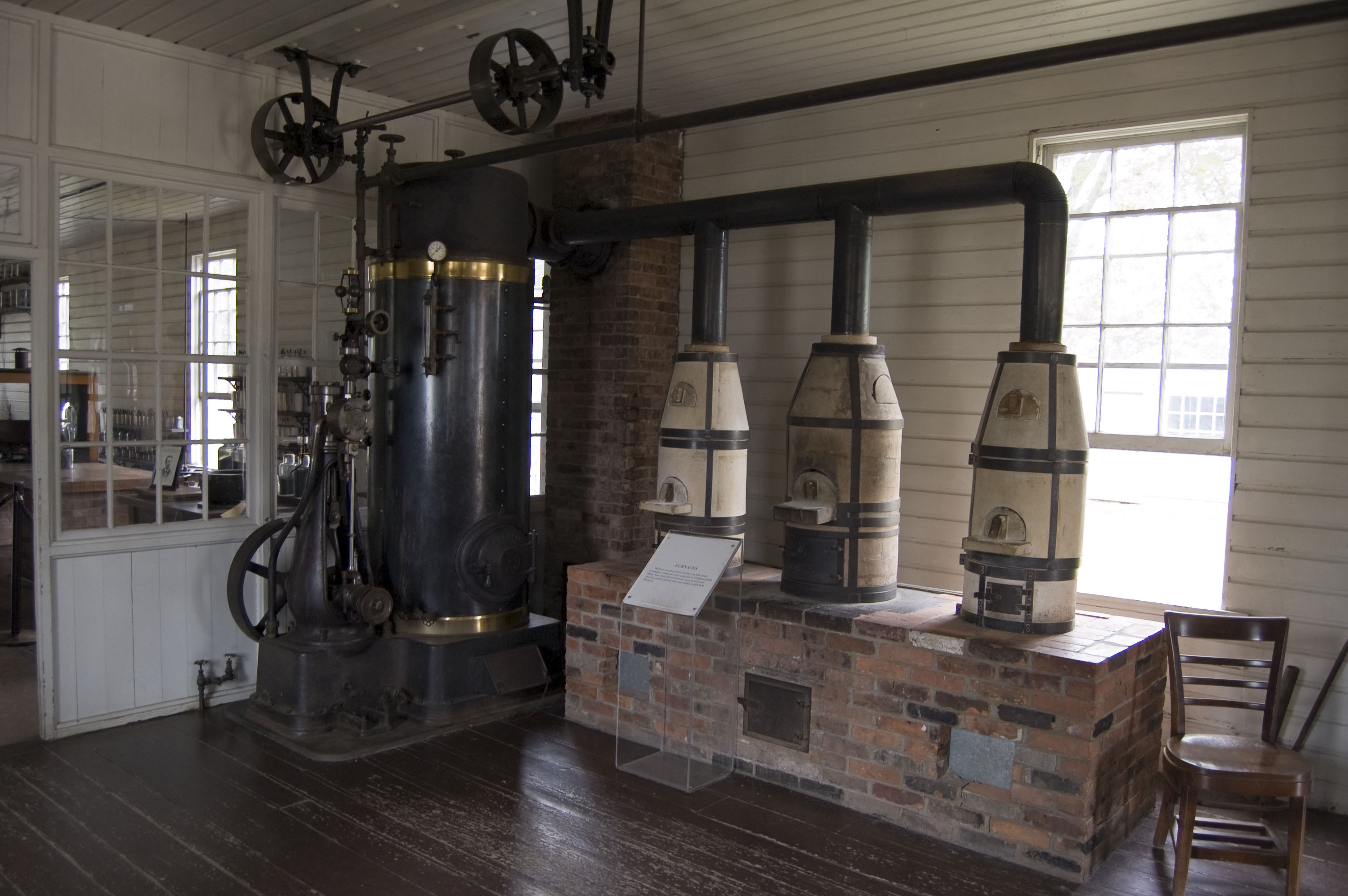
Tre crogioli utilizzati da Thomas Edison.

I crogioli con coperchio, non sono mai a chiusura ermetica, permettendo ai gas prodotti durante il riscaldamento di allontanarsi in atmosfera, poiché l'eventuale accumularsi dei gas all'interno del crogiolo, potrebbe portare a situazioni pericolose o anche dannose, date dall'elevata pressione che raggiungerebbero i gas.

## Applicazioni
In chimica analitica, il crogiolo è utilizzato nell'ambito delle operazioni di analisi gravimetrica, un metodo di analisi quantitativa basata sulla determinazione del peso dell'analita. In metallurgia esso viene utilizzato per portare alla temperatura di fusione il materiale contenuto.